# Barbus macrolepis
Barbus macrolepis е вид лъчеперка от семейство Шаранови (Cyprinidae). Видът е почти застрашен от изчезване.

## Разпространение
Разпространен е в Бурунди и Танзания.

## Описание
На дължина достигат до 40 cm.